# Urychlovačem řízené transmutační technologie
Urychlovačem řízené transmutační technologie (ADTT, z anglického Accelerator Driven Transmutation Technologies)

## Princip
Základem systému ADTT je podkritický reaktor, který sám o sobě nedokáže udržet řetězovou štěpnou reakci. Pro zajištění potřebného toku neutronů je využíván výkonný urychlovač protonů. Tento urychlovač vysílá svazek protonů na terč z těžkého kovu (např. olovo nebo wolfram), což vede k tzv. spalační reakci, při níž vzniká velké množství neutronů. Tyto neutrony následně vstupují do reaktoru, kde vyvolávají štěpení jader a transmutaci radioaktivních izotopů.
Technologie ADT není pouhým potenciálním zdrojem energie, představuje též alternativu a systémové řešení na poli bezpečnosti ukládání „vyhořelého“ radioaktivního paliva z dnešních typů jaderných elektráren. Stran energetické využitelnosti: reaktory ADTT umožňují zpracovávat palivo, které není schopné samostatně udržet řetězovou reakci. Což se týká především přírodního thoria, jehož celosvětové zásoby se odhadují na trojnásobek zásob uranu. (Pozn.: ze 12 gramů thoria lze uvolnit energii ekvivalentní spálení 30 tun uhlí.) Jde o „podkritický“ typ reaktoru - přísun chybějících neutronů je třeba zajistit externím zdrojem, kterým je výkonný urychlovač protonů, jež ostřeluje jádra těžkých prvků (olovo, wolfram, …) v terčíku umístěném uvnitř aktivní zóny reaktoru. Z tohoto vyráží neutrony, které se starají o další štěpení. Každý proton dokáže nárazem do terčíku uvolnit cca 15 neutronů. Tyto procházejí přes moderátor (těžká voda) do aktivní zóny reaktoru, kde je ve vhodném prostředí (např. roztavené fluoridové soli) rozpuštěn štěpný materiál a též odpadní izotopy, jejichž transmutace je z hlediska bezpečnosti skladování "odpadů" jaderných elektráren žádoucí.

## Legislativa likvidace v praxi dnes
Česká republika má legislativně v
podstatě
jen dvě možnosti, jak s vyhořelým jaderným palivem z provozu jaderných reaktorů naložit. Buď ho vrátit k přepracování
dodavateli paliva (např. Rusko, USA), nebo ho v budoucnu beze změny
bezpečně uložit v hlubinném úložišti.
Snaha vyhořelé jaderné palivo jakkoliv upravovat nebo přepracovávat
(např. za účelem likvidace) vyvolává riziko možného
zneužití k výrobě a šíření jaderných zbraní. 

## Otázka bezpečnosti
Jde o reaktor s nižší koncentrací štěpných prvků, trvale pracuje v podkritickém režimu, nemůže tedy dojít k nekontrolované řetězové štěpné reakci. Rychlost reakce je určena tokem protonů z urychlovače, jeho vypnutím se reakce zastaví.

## Likvidace odpadů jaderných elektráren
Zvláštností tohoto typu reaktoru, jak již bylo řečeno, je schopnost přeměny (transmutace) dlouhožijících a aktivnějších radionuklidů na krátkožijící, či stabilní. Do okruhu reaktoru lze zařadit jednotku chemické - izotopové separace, která bude oddělovat dlouhožijící izotopy a navracet je zpět do aktivní zóny reaktoru. Krátkodobé a stabilní izotopy mohou být po odseparování ukládány na běžné úložiště, přičemž je lze považovat za bezpečné v horizontu několika desítek let, kdy jejich aktivita poklesne na úroveň přírodního radioaktivního pozadí.

## Provozované reaktory tohoto typu
Princip ADTT byl navržen již v padesátých letech 20. století, ovšem tehdejší urychlovače, které jsou k faktické funkčnosti zařízení nutností, nedosahovaly potřebných výkonů. Proto zájem o tuto oblast fyziky/energetiky na dlouhou dobu opadl. Díky technickému pokroku ve vývoji protonových děl, který mj. též přinesl projekt "hvězdných válek", se myšlenka ADTT začíná resuscitovat, přičemž se jí zabývá několik vědeckých týmů, kupříkladu americká laboratoř v Los Alamos, CERN, JINR(Rusko), JAERI(Japonsko), atd…
Metodu ADTT má používat i belgický projekt MYRRHA (Multi-purpose hYbrid Research Reactor for High-tech Applications), který má sloužit jako demonstrační zařízení pro tuto technologii a plánuje se jeho spuštění kolem roku 2030 